# Subcetate
Subcetate (in ungherese Gyergyóvárhegy) è un comune della Romania di 2 025 abitanti, ubicato nel distretto di Harghita, nella regione storica della Transilvania.
Il comune è formato dall'unione di 4 villaggi: Călnaci, Duda, Filpea, Subcetate.